# Elżbieta Adamiak (piosenkarka)
Elżbieta Maria Adamiak-Poniedzielska (ur. 5 września 1955 w Łodzi) – polska piosenkarka, gitarzystka i kompozytorka z kręgu poezji śpiewanej.

## Życiorys
W 1970 roku została absolwentką łódzkiej Państwowej Podstawowej Szkoły Muzycznej w klasie fortepianu. Kontynuowała naukę w klasie gitary klasycznej w Państwowym Liceum Muzycznym im. Henryka Wieniawskiego w Łodzi.
Studiowała socjologię na Uniwersytecie Łódzkim, później na Jagiellońskim, ale przerwała studia na trzecim roku, aby poświęcić się śpiewaniu. Na scenie zadebiutowała w 1974 w łódzkim środowisku studenckim (Ogólnopolski Przegląd Piosenki Turystycznej „Yapa”). Po zmianie uczelni i przeprowadzce do Krakowa dalej mocno związana z nurtem piosenki i kultury studenckiej. Współpracowała ze znanymi twórcami (m.in. Waldemar Chyliński, Jacek Cygan, Jacek Kaczmarski) i grupami z kręgu ballady poetyckiej i piosenki turystycznej (Nasza Basia Kochana, Wolna Grupa Bukowina).
Jest laureatką wielu festiwali, m.in. Studenckiego Festiwalu Piosenki w Krakowie w 1975 (nagroda za debiut piosenkarski i kompozytorski), Ogólnopolskich Spotkań Zamkowych „Śpiewajmy Poezję” w Olsztynie i Festiwalu Artystycznego Młodzieży Akademickiej „FAMA” w Świnoujściu. W 2002 Elżbieta Adamiak otrzymała na Studenckim Festiwalu Piosenki w Krakowie „Złoty Indeks”, będący wyróżnieniem dla twórców zasłużonych dla środowiska studenckiego.
Oprócz udziału w festiwalach i krajowej działalności koncertowej często występowała poza granicami Polski. Śpiewała m.in. w Münster, Kolonii (1977), Niszu (Jugosławia – 1980), Pradze i Budapeszcie (1983), w 1993 odbyła tournée po Australii (Perth, Canberra, Adelajda, Newcastle, Sydney, Hobart, Melbourne). Była też w USA (Chicago, New York – 1995), Paryżu (1996), Saarbrücken (1997), Karlsruhe (2000), Iserlohn, Kolonii, Wuppertalu (2001).
Wielokrotnie brała udział w programach telewizyjnych, których tytuły zazwyczaj nawiązywały do tekstów jej piosenek: „Znają mnie z jesiennej strony” (1975), „Irena Santor zaprasza” (1977), „Jesienna zaduma” (1977), „Szare piosenki Elżbiety Adamiak” (1980), „Niepoprawna” (1985), „Prośba o nadzieję” (1989). Nagrywała również dla Polskiego Radia, które w swoich archiwach ma ponad 40 nagranych przez artystkę piosenek.

## Życie prywatne
Żona Andrzeja Poniedzielskiego – wieloletniego współpracownika estradowego, który napisał dla niej wiele tekstów i z którym od 1995 roku prowadzi Łódzką Piwnicę Artystyczną „Przechowalnia”.
Mieszkają pod Łodzią. Mają dwoje dzieci: Michała i Katarzynę (oboje ur. 10 lipca 1981).

## Dyskografia
- 1978: Elżbieta Adamiak, 2 SP Tonpress (S 185-186) („Jesienna zaduma” / „Zielnik wierszy" /-/ „Głogostan” / „Bajka o tym, jak wigilijna noc wychodziła za mąż”)
- 1980: Elżbieta Adamiak, Polskie Nagrania „Muza” (SX 1992)
- 1986: Do Wenecji stąd dalej co dzień, Polskie Nagrania Muza (SX 2285)
- 1987: Elżbieta Adamiak & Andrzej Poniedzielski – Live, Pronit (PLP 0078)
- 1991: Moje kolędy, EMI Music Poland
- 1992: Półsenne nuty, Pomaton EMI
- 1995: Atlantyda, Pomaton EMI
- 2002: Nic nie mam, Polskie Radio, Universal Music Polska
- 2007: Punkt widzenia / Live '87 – reedycja płyty z 1987, MTJ
- 2008: Elżbieta Adamiak + Do Wenecji stąd dalej co dzień – reedycja płyt z 1980 i 1986, 4ever MUSIC
- 2009: Zbieram siebie, 4ever MUSIC

### Składanki i płyty innych wykonawców z udziałem Elżbiety Adamiak
- 1980: Nasza Basia Kochana – Nasza Basia Kochana; (Elżbieta Adamiak i Andrzej Pawlukiewicz: „Jota w jotę”; wokal wspierający)[2]
- 1990 (?): „Nostalgia” studenckie piosenki z dawnych lat; CD JMC-03 Jacek Music (Elżbieta Adamiak: „Jesienna zaduma”)
- 1991: Maryla Rodowicz – Absolutnie nic; PN Muza SX 3067 (Elżbieta Adamiak i Maryla Rodowicz: „Czysta nafta” 02:45)
- 1991: Wolna Grupa Bukowina – Bukowina; luty 1991 Pomaton (Elżbieta Adamiak: „Dźwięk”, „Nuta z Ponidzia”)
- 1991: Koncert najskrytszych marzeń; (Elżbieta Adamiak: „Bez słów (Chodzą ulicami ludzie)”, „Między nami”, „Posiedzimy sobie w kuchni”)
- 1993: Nasza Basia Kochana – Nasza Basia Kochana i Przyjaciele; (Elżbieta Adamiak: „Idę”, „Jesienna zaduma”, „Gdy wybierać jeszcze mogłam”, „Dźwięk”)[3]
- 1994: Wolna Grupa Bukowina – Niechaj zabrzmi WGB i Goście. Koncert „Przyjaciele, znajomi, uczniowie”; (Elżbieta Adamiak: „Chmurkolistny”, „Dźwięk”)
- 1995: Magda Umer – Gdzie ty jesteś; EMI Music Poland (Elżbieta Adamiak i Magda Umer: „Cóż cień się kładzie”, „Jesienna zaduma”)
- 1996: Jacek Cygan – Audiobiografia; (Elżbieta Adamiak: „Rozmowa przy ściemnionych światłach”)
- 1996: Kraina Łagodności; Pomaton EMI (Elżbieta Adamiak: „Jesienna zaduma”), reedycja: vol.1 i 2; 24 kwietnia 2004 EMI Music Poland 5789712
- 1999: Kolędy i pastorałki. Złota kolekcja; 27 listopada 1999, EMI Music 5237122 (Elżbieta Adamiak – „Mizerna cicha”)
- 2004: Kolędy z Krainy Łagodności; HIT Wacław Juszczyszyn (Elżbieta Adamiak – „Gdy śliczna Panna” – 2:35; Elżbieta i Katarzyna Adamiak – „Wśród nocnej ciszy” – 2:12)
- 2004: Jacek Kaczmarski, Zbigniew Łapiński – Szukamy stajenki; 11 grudnia 2004 EMI Music Poland 5607572 (Elżbieta Adamiak – śpiew)
- 2005: Piosenki Jerzego Andrzeja Masłowskiego Kiedy umiera anioł; TAO (Elżbieta Adamiak: „Krakowska ballada”)
- 2007: Przechowalnia 3; 14 września 2007 Dalmaton (Elżbieta Adamiak: „Sobie razem” oraz m.in. Elżbieta Adamiak – „Piosenka włókniarki”, „Czegoś nam brak z tamtych lat”)
- 2007: Ballady z krainy łagodności; Tonpress CDT079 (Elżbieta Adamiak: „Jesienna zaduma”)
- 2008: Martyna Jakubowicz – Te 30-te urodziny; 25 kwietnia 2006, Agora SA 978-83-7552-233-4 (Elżbieta Adamiak: „Przyjdź do mnie dwa” 3:10)
- 2008: Koncert na zamku. Zespół Piosenki Naiwnej i goście („płyta cegiełka”: Głogostan, Przybywa czasu w nas)[4][5]

## Piosenki z repertuaru Elżbiety Adamiak
- „Czas twojego życia”
- „Jesienna zaduma”
- „Kołysanka dla Weroniki”
- „Najlepsze lata – Atlantyda” (muzyka Elżbieta Adamiak, słowa Józef Baran)
- „Nie darmo szumiał potok”
- „Niepoprawna królewna Śnieżka”
- „Nuta z Ponidzia”
- „Prośba o nadzieję” (muzyka Elżbieta Adamiak, słowa Józef Baran)
- „Rozmowy przy świecach”
- „Szara piosenka” (muzyka Elżbieta Adamiak, słowa Józef Baran)
- „W górach jest wszystko, co kocham”
- „Wierszyk o wronach”

## Nagrody
- 1975 – II nagroda za muzykę do wiersza J. Harasymowicza Bukolika na Festiwalu Piosenki i Piosenkarzy Studenckich w Krakowie
- 1975 – wyróżnienie ze piosenkę Jesienna zaduma na festiwalu jw.
- 1975 – I nagroda za interpretację piosenki na Festiwalu Artystycznym Młodzieży Akademickiej (FAMA) w Świnoujściu
- 1975 – nagroda za debiut na festiwalu jw.
- 1976 – wyróżnienie za Jesienną zadumę na Olsztyńskich Spotkaniach Zamkowych
- 1976 – nagroda za interpretację piosenki na Przeglądzie Piosenki Aktorskiej we Wrocławiu (wówczas pod nazwą Przegląd Piosenki Literackiej „Liryka '76”[6])
- 1976 – nagroda za kompozycję na PPA jw.
- 2002 – „Złoty Indeks” Studenckiego Festiwalu Piosenki w Krakowie w podziękowaniu za twórczy wkład artystki[1]
- 2006 – Nagroda prezydenta miasta Łodzi[1]
- 2025 – Nagroda Miasta Łodzi[7]

## Odznaczenia
- Krzyż Kawalerski Orderu Odrodzenia Polski (2011)[8]
- Złoty Krzyż Zasługi (2004)[9]
- Srebrny Medal „Zasłużony Kulturze Gloria Artis” – 2005[10]